# Friedrich Wilhelm von Fischer
Friedrich Wilhelm Fischer, ab 1833 von Fischer, (* 15. März 1779 in Heimsheim; † 22. November 1836 in Nürtingen) war ein deutscher Politiker.

## Beruf
Nach dem Besuch der Bürgerschule in Heimsheim machte Friedrich Wilhelm Fischer seit ca. 1793/94 eine Ausbildung zum Schreiber. Er absolvierte beide Schreiberprüfungen und war dann mehrere Jahre als Substitut, das bedeutet vom König eingesetzter Schultheiß, tätig. Seit 17. September 1801 war er Stadt- und Amtsschreiber in Neuffen, seit 1807 Unteramtmann. Als Oberamtsverweser leitete er das Amt Neuffen bis zur Zusammenlegung der Ämter Neuffen und Nürtingen. 1821 wurde er Oberamtsverweser in Nürtingen und 1824 Oberamtmann. Er bekleidete dieses Amt bis zu seinem Tod.

## Politik
1819 wurde er im Wahlkreis Nürtingen in die Württembergische Ständeversammlung entsandt, nach der Verfassungsänderung (1819) gehörte er von 1819 bis 1825 dem neuen Landtag an.

## Familie
Friedrich Wilhelm Fischer war der Sohn des Stadtschreibers von Heimsheim, Friedrich Fischer (* 1742) und der Christiane Veronika Fischer geb. Reinhardt (1749–1810) und hatte drei Geschwister. Er heiratete Luise Friederike Christiane Seybold. Seine Tochter Marie Luise Pauline Fischer war seit 1838 mit dem Naturforscher und Politiker Gustav Hermann Zeller verheiratet.

## Auszeichnung
Friedrich Wilhelm Fischer wurde 1833 der Titel Ritter des Ordens der württembergischen Krone verliehen, welcher mit dem persönlichen Adelstitel (Nobilitierung) verbunden war.